# Diefenbach
Diefenbach település Németországban, Rajna-vidék-Pfalz tartományban. Lakosainak száma 91 fő (2023. december 31.). Diefenbach Bausendorf és Flußbach községekkel határos.

## Népesség
A település népességének változása:
| Lakosok száma | 31   | 80   | 82   | 83   | 87   | 91   |
|               | 1975 | 2017 | 2019 | 2021 | 2022 | 2023 |